# تله مزدوران
تلهٔ مزدوران (رومانیایی: Capcana mercenarilor) یک فیلم جنگی درام در ژانر به کارگردانی سرجیو نیکلائسکو است که در سال ۱۹۸۱ منتشر شد.

## بازیگران
- میرچئا آلبولسکو
- سرجیو نیکلائسکو
- یون بسویو
- آمزا پلئا
- ژان کنستانتین
- کولئا رائوتو
- شربان یونسکو
- کنستانتین کودرسکو
- جورجه میهائیتسا
- یون مارینسکو
- الکساندرو دوبرسکو
- کورنلیو گاربئا
- واسیله پوپا
- ویولتا آندری
- گئورگه کوزوریچی
- کنستانتین رائوتسکی
- ایلئانا پوپوویچ